# پنویتس
پنویتس (به آلمانی: Pennewitz) یک شهر در آلمان است که در ایلم-کرایس واقع شده‌است. پنویتس ۵۸۳ نفر جمعیت دارد.